# 경영분석
경영분석, 경영비교, 또는 경영비교분석(經營比較分析)은 기업 운영상태를 분석하여 기업경영의 양부(良否)를 판단하는 것을 말한다. 경영의 양부를 판단할 경우에는 다른 동종기업과 비교(상호비교)하거나 당해기업의 과거의 기간과 비교(기간비교)하여 경영비교를 행하면 매우 편리하다.

## 주체와 목적
경영분석은 기업의 내부인이 경영 상태의 양부를 분석(내부분석이라고 한다)하거나 기업 외부 사람이 분석(외부분석이라고 한다)하기도 한다. 내부분석은 경영상태의 양부를 검토하여 경영에 이바지하려는 것을 목적으로 하기 때문에 이런 뜻에서 경영분석이라 한다.
또한 금융기관은 대출할 경우에 기업이 필요로 하는 금액, 대출기한의 도래시에 변제능력의 유무를 분석한다. 이것을 신용분석(信用分析)이라고 한다. 증권업자나 투자자가 투자할 경우에 투자의 유불리(有不利), 투자의 안정성 등을 타진하기 위하여 분석을 행한다. 이를 투자분석(投資分析) 또는 증권분석(證券分析)이라고 한다. 기업은 거래처의 경영분석을 행하고 노동조합·정부·직업적 전문가 등이 경영분석을 행한다. 이들은 모두 기업외부의 것을 분석하는 것으로 외부분석이다.

## 대상
경영분석의 대상은 기업의 경영상태이다. 기업은 경영·자본 및 노도의 유기적 조직체로서 재화(財貨)의 생산판매를 행하는 것이므로 영업분석은 경영자의 경영능력·학력·경력·취미 등과 종업원의 수·구성·근속연수 및 경영조직·노사관계·주주의 구성·거래은행 등을 분석하는 동시에 다음과 같은 생산·판매에 대한 분석을 포함한다. (1) 생산(生産) ― 공장의 소재지, 건물면적, 종업원수, 생산품목, 품질, 생산수량, 생산능력 등 생산품목：제품의 품질, 생산수량, 로트수, 품질관리, 사손량 (仕損量), 불량품 등 재료품목：소비수량, 매입수량, 재고량, 매입처, 매입경로 등 노동：종업원 수, 종업원구성, 작업시간수, 시간연구, 동작연 구 등 기계장치：종류, 대수, 면적, 배치, 공정 분석, 생산능력, 가 동률, 설비의 보전 관리(保全管理) 등 (2) 판매(販賣) ― 품목, 품질, 판매수량, 납기(納期), 매매처, 판매경로 등 이러한 분석은 생산이나 판매상황을 분석하는 것이므로 생산성 분석이라고도 한다. 한편 기업은 물적(자본) 결합체이므로 자본의 조달을 포함하여 자본의 운용상태를 비용·수익·수익성·유동성(수입과 지출의 상태)이라는 측면에서 분석할 필요가 있다. 이러한 분석을 재무분석이라고도 한다. 재무제표분석이 여기에 속한다. 경영분석·재무분석 및 생산성분석을 비교하면, 경영분석은 광의의 개념이고, 재무분석과 생산성의 분석은 협의의 개념이다. 외부분석의 경우에는 자료의 수집이 어려우므로 생산성의 분석은 행할 수 없고, 재무분석에 그치는 것이 보통이다.

## 방법
경영분석에는 비율분석과 실수분석(實數分析：절대액 분석)의 2가지 분석방법이 있다. (1) 비율분석(比率分析) ― ① 수익성 분석을 위한 분석：총자본이익률 총자본이익률, 매출순이익률, 매출총이익률 또는 매출원가율, 판매비·일반관리비율, 영업외수익률, 영업외비용률, 총자본회전율, 외상매출회전기간, 현금예금회전기간, 제품회전기간, 제공품회전기간, 재료 회전기간, 고정자산 회전기간 ② 유동성 분석을 위한 분석： 경영수지비율, 외상매출금 회전기간, 제품회전기간, 제공품 회전기간, 재료회전기간, 외상매입 회전기간, 유동비율, 당좌비율, 고정비율, 장기자본 고정비율, 장기고정 적합률, 자기자본구성비율 (2) 실수분석(實數分析) ― ① 수익성을 위한 실수분석：손익분기점분석, 이익증감분석. ② 유동성분석을 위한 실수분석：부지분기점분석, 자금운용표 등의 자금표에 의한 분석과 같은 여러 비율과 실수분석은 동종 타기업이나 당해기업의 과거수치와 비교하는 것이 보통이다.